# Black Panther (komiks)

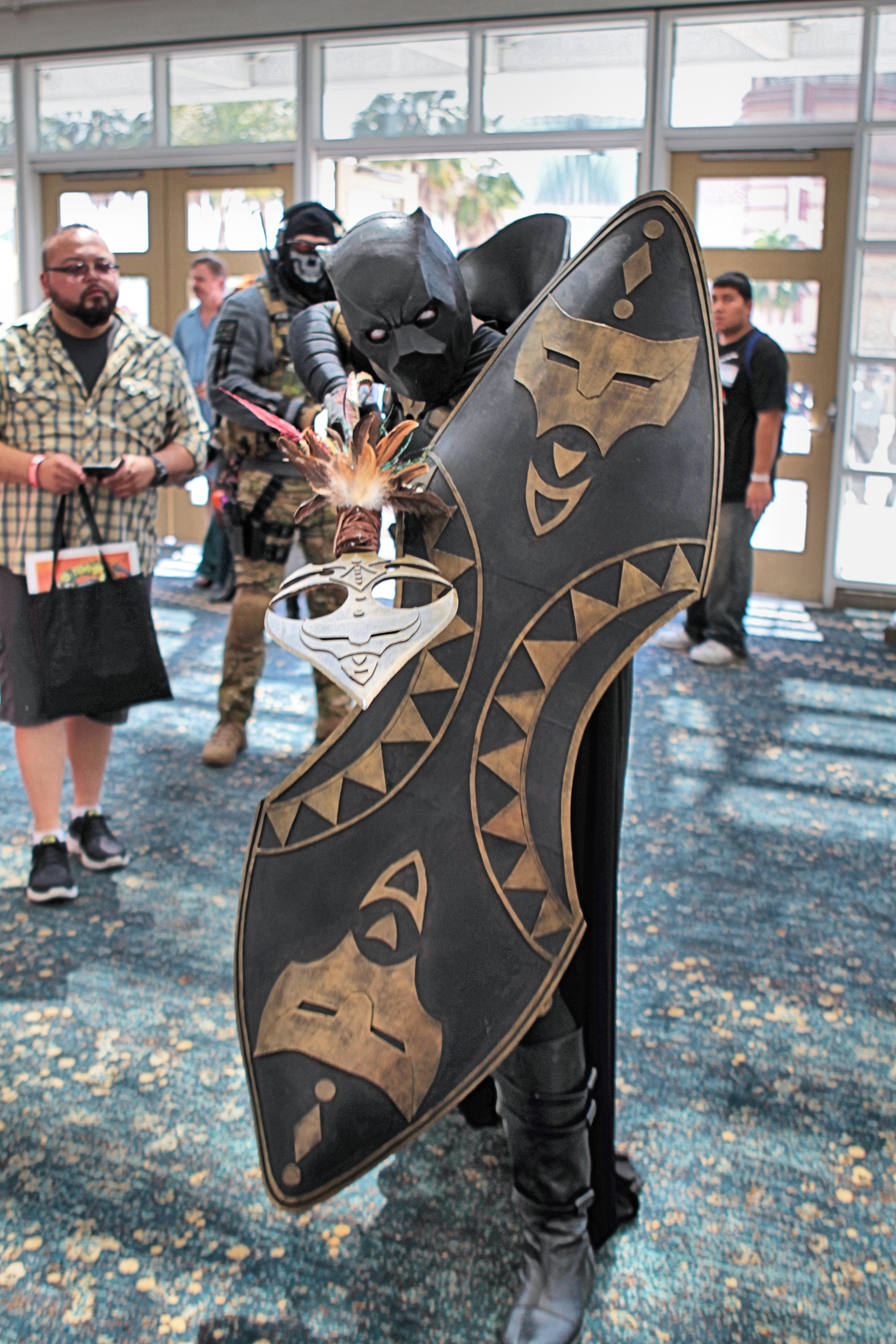
Cosplayer inspirovaný komiksovou postavou Black Panther.

Black Panther ("Černý panter") je fiktivní postava komiksových příběhů vydávaných nakladatelstvím Marvel Comics. Poprvé se objevil v komiksovém sešitu Fantastic Four #52 v červenci 1966. Je výtvorem tvůrčího dua, které tvořili Stan Lee a Jack Kirby. Pod maskou se skrývá T'Challa, král a ochránce fiktivního afrického státu Wakanda. Jedná se o historicky prvního superhrdinu amerických komiksových příběhů, který je Afričan. V příbězích nakladatelství Marvel se objevil ještě dříve než další afroameričtí superhrdinové, jako jsou Falcon (1969) nebo Luke Cage (1972). V některých příbězích přebírá roli Black Panthera také T'Challova sestra Shuri.
V dalších médiích se objevil v řadě televizních seriálů a filmů. V rámci univerza Marvel Cinematic Universe se poprvé objevil ve filmu Captain America: Občanská válka (2016) a v roce 2018 se dočkal vlastního snímku Black Panther. Postava je v této sérii ztvárněna hercem Chadwickem Bosemanem a Letitia Wrightovou.

## Vydání
Postavu vymyslelo tvůrčí duo, které tvořili Stan Lee a Jack Kirby. Postava debutovala v sešitech Fantastic Four #52–53 (červenec–srpen 1966). Poté se objevila v sešitech Fantastic Four Annual #5 (1967), Tales of Suspense #97–99 (leden–březen 1968) a v komiksu The Avengers, kdy se od #52 (květen 1968) stal plnohodnotným členem týmu Avengers. V téže době se sólo objevil také v Astonishing Tales #6–7 (červen až srpen 1971).
Vlastní prostor dostal poprvé v sešitu Jungle Action #5 (červenec 1973). V sérii Jungle Action poté dále vycházely jeho příběhy z pera Dona McGregora. Série pokračovala až do čísla 24 v listopadu 1976. Autor McGregor zvolil pro příběhy Black Panthera inovativní postup, který byl příběhově více provázaný. Prvních 13 čísel série probíhal story arc "Panther's Rage", který je považován za první grafický román u Marvelu. Druhý a poslední story arc série "Panther vs. the Klan" probíhal v 6 sešitech, které průměrně činily 17 stran příběhu.
V lednu 1977 začala být vydávána série Black Panther (Vol. 1), kterou prvních 12 čísel psal a kreslil Jack Kirby. Po něm se pera chopil autor Ed Hannigan a v roli kreslíře k sérii přibyl Jerry Bingham. Série byla po dalších třech číslech v květnu 1979 zrušena. Zbytek přerušeného příběhu byl vydán v sérii Marvel Premiere #51–53.
V červenci 1988 začala být vydávána minisérie pod titulem Black Panther (Vol. 2), autory byli Peter B. Gillis a Denys Cowan. V roce 1989 byly příběhy Black Panthera vydávány v antologii Marvel Comics Presents #13–37. Scénáře se zde znovu ujal Don McGregor, kreslířem byl Gene Colan.
Třetí vlastní série se Black Panther dočkal v roce 1998, kdy se scenáristou stal Christopher Priest a kreslířem Mark Texeira. V této době také přibyla postava Everetta Rosse. V posledních třinácti číslech série (#50–62) byla hlavní postava nahrazena newyorským policistou Kasperem Colem. T'Challa se zde stal superhrdinou se jménem White Tiger. Jeho postava vycházela v sérii The Crew (v roce 2003). Později se role prohodily.
V roce 2005 byla spuštěna již čtvrtá série, která trvala až do čísla 41 (do listopadu 2008). V podstatě celou sérii psal filmový režisér a scenárista Reginald Hudlin, prvních šest čísel nakreslil John Romita, Jr. V únoru 2009 bylo navázáno novou sérií Black Panther Vol. 5, kterou opět psal Hudlin. V této sérii byla představena sestra T'Chally Shuri, která později také představovala osobu za maskou Black Panthera. Od čísla 7 se scénáře chopil autor Jonathan Maberry. V roce 2011 se Black Panther objevil v sérii Black Panther: The Man Without Fear, kdy se stal novým ochráncem newyorské čtvrti Hell's Kitchen, kterou tradičně stráží Daredevil.
V roce 2016 byla v rámci All-New, All-Different Marvel vydávána šestá série, kterou psal Ta-Nehisi Coates a kreslil Brian Stelfreeze (a další). Číslování série skončilo v roce 2017 číslem 18 po spuštění eventu Marvel Legacy, kdy se číslování vrátilo k první sérii. Prvním sešitem v této kontinuitě je Black Panther Vol. 1 #166 z října 2017. I přes změnu číslování pokračoval příběh nerušeně; nelze tedy mluvit o restartu. Sérii nadále psal Ta-Nehisi Coates a kreslířem byl Chris Sprouse. Číslování série bylo opět upraveno v květnu 2018, kdy bylo drženo duální číslování (nové číslo 1, ale zároveň pokračování v číslování z první série). Autorem zůstal Ta-Nehisi Coates, kreslířem byl Daniel Acuña. V roce 2018 byly také vydávány dvě šestidílná minisérie. První byla Black Panther: Long Live The King, jejímiž autory byli Nnedi Okorafor, Aaron Covington a kreslíři Andre Lima Araujo, Mario Del Pennino. Druhou minisérií byla Rise of the Black Panther, na sérii se podíleli autoři Evan Narcisse, Ta-Nehisi Coates a kreslíři Paul Renaud, Javier Pina. V listopadu 2021 začala být vydávána osmá série, kterou psal John Ridley a nejdříve kreslil Juann Cabal.

### Vlastní série
- Jungle Action #5–24 (1973–1976)
- Black Panther (Vol. 1) #1–15 (1977–1979)
- Black Panther (Vol. 2) #1–4 (1988)
- Black Panther (Vol. 3) #1–62 (1998–2003)
- Black Panther (Vol. 4) #1–41 (2005–2008)
- Black Panther (Vol. 5) #1–12 (2009–2010)
- Black Panther (Vol. 6) #1–18 (2016–2017)
- Black Panther (Vol. 1) #166–172 (2017–2018)
- Black Panther (Vol. 7) #1–25 (2018–2021)
- Black Panther (Vol. 8) #1–15 (2021–2023)
- Black Panther (Vol. 9) #1–... (2023–...)

## Fiktivní biografie postavy
Black Panther je ceremoniální titul udělovaný náčelníkovi kmene Panterů, který má za úkol chránit obyvatele afrického státu Wakanda. Jedná se o oficiální diplomatický titul, který je navázán na dědické právo, nicméně aspirant si ho musí zasloužit.
Původní příběhy vypráví o dávném pádu meteoritu bohatého na unikátní kov vibranium, který dopadl v oblasti nyní nazývané Wakanda. Bývalý vládce a Black Panther T'Chaka se stejně jako jeho předci usilovně snažil s pomocí vibrania izolovat Wakandu (a její futuristické technologie) od zbytku světa. T'Chaka byl zabit Ulyssesem Klawem, který se snažil ukrást zásoby vibrania, novým vládcem se tak musel stát T'Chakův syn a následovník T'Challa. Než si zasloužil titul Black Panthera, byla role ochránce Wakandy udělena jeho strýci S'yanovi. T'Challa musel nejdříve porazit nejlepší z wakandských bojovníků, aby prokázal svůj nárok na roli ochránce Wakandy. Poté, co se úspěšně stal Black Pantherem, vykázal do exilu elitní tajnou jednotku Hatut Zeraze a jejího vůdce, svého nevlastního bratra známého jako Hunter the White Wolf.
V dalších příbězích se stal členem týmu Avengers a působil v USA i ve Wakandě.

## Česká vydání
- 2014 – Ultimátní komiksový komplet #035: Black Panther: Kdo je Black Panther?, (autoři: Reginald Hudlin a John Romita Jr.: Black Panther (Vol. 3) #1–6, 1998)
- 2017 – Ultimátní komiksový komplet #111: Black Panther: Pantherův hněv, (autoři: Don McGregor, Rich Buckler, Billy Graham, Gil Kane: Jungle Action #6–18, 1977–78)
- 2017 – Nejmocnější hrdinové Marvelu #022: Black Panther, (autoři: Jason Aaron a Jefte Palo: Black Panther (Vol. 4) #39–41, 2008) + Fantastic Four (Vol. 1) #52–53 (Stan Lee a Jack Kirby, 1966)

## Film a televize

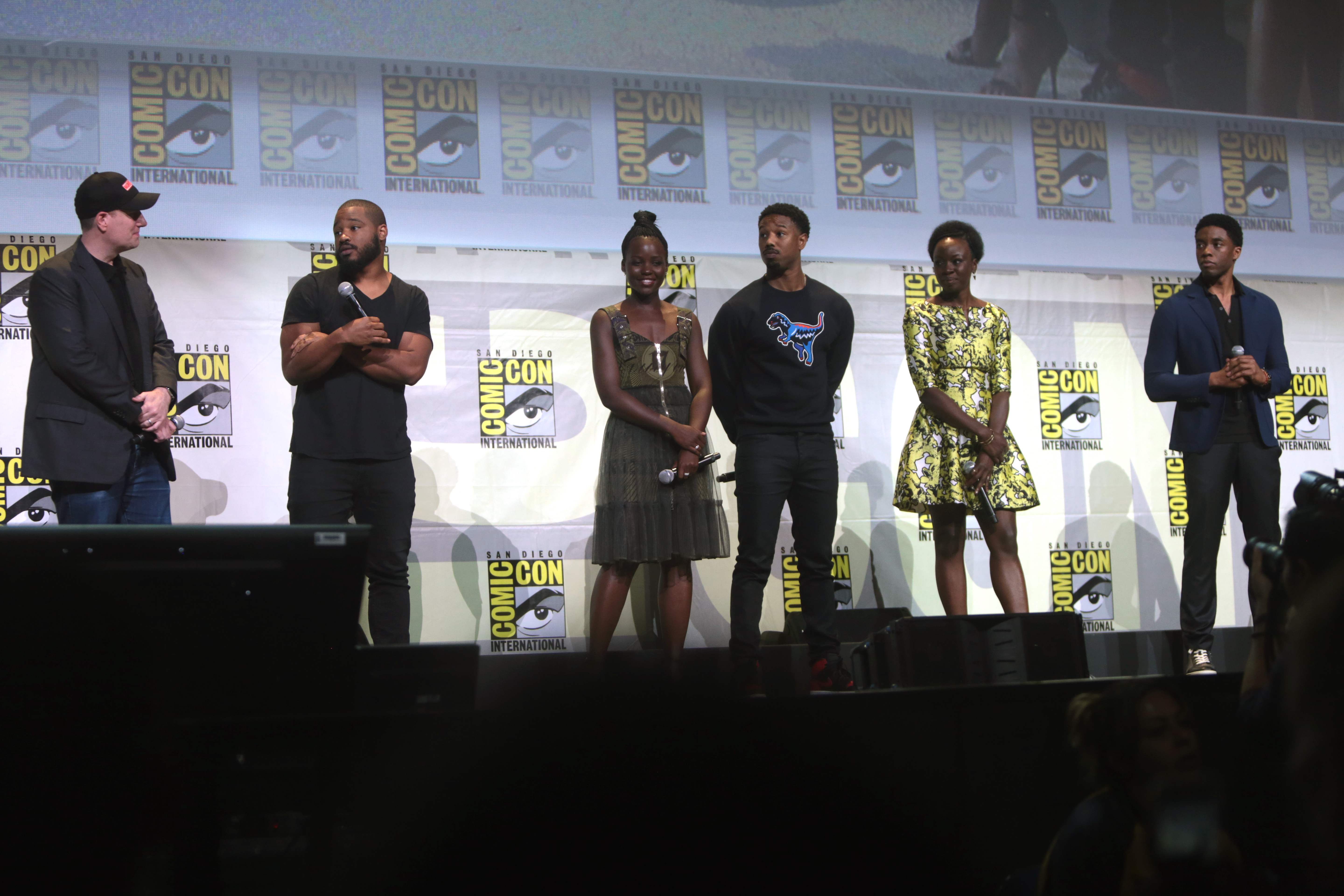
Tvůrčí tým filmu Black Panther (Kevin Feige, Ryan Coogler, Lupita Nyong'o, Michael B. Jordan, Danai Gurira a Chadwick Boseman) (foto z roku 2016).

### Film
- 2016 – Captain America: Občanská válka – režie Anthony a Joe Russoové, v hlavní roli Chadwick Boseman
- 2018 – Black Panther – režie Ryan Coogler, v hlavní roli Chadwick Boseman
- 2018 – Avengers: Infinity War – režie Anthony a Joe Russoovi, v hlavní roli Chadwick Boseman
- 2019 – Avengers: Endgame – režie Anthony a Joe Russoovi, v hlavní roli Chadwick Boseman
- 2022 – Black Panther: Wakanda nechť žije – režie Ryan Coogler, v hlavní roli Letitia Wrightová

### Televize
- 2010 – Black Panther – americký animovaný seriál, dabing hlavní postavy Djimon Hounsou
- 2021 – Co kdyby…? – americký animovaný seriál